# 哈罗盖特
哈罗盖特（英語：Harrogate），英国英格兰北约克郡城镇。该地为一旅游城镇，以温泉为主要特色。哈罗盖特城镇总人口71,594（2001年）。

## 交通
境内有哈罗盖特车站及哈罗盖特巴士站。最近的机场为西南16公里处的利兹布拉德福德国际机场。

## 友好城市
- 法國 巴涅尔德吕雄